# Chimarra jacobsoni
Chimarra jacobsoni är en nattsländeart som beskrevs av Georg Ulmer 1951. Chimarra jacobsoni ingår i släktet Chimarra och familjen stengömmenattsländor. Inga underarter finns listade i Catalogue of Life.